# Giorgio X di Cartalia
Giorgio X di Cartalia, in georgiano: გიორგი X, Giorgi X (Tbilisi, 1560 – Mejvriskhevi, 7 settembre 1606), è stato re di Cartalia dal 1599 al 1606.

## Biografia
Giorgio era il figlio primogenito di Simone I di Cartalia e di sua moglie, Nestan-Darejan di Cachezia. 
Giorgio combatté al fianco di suo padre contro l'occupazione ottomana del suo paese dal 1598. Quando suo padre Simone venne preso prigioniero dai turchi a seguito della Battaglia di Nakhiduri nel 1599, resse il potere dello stato in sua vece. Giorgio tentò diverse volte, ma sempre invano, di liberare suo padre, anche dietro pagamento di un riscatto (questi morirà prigioniero nel 1612) ed offrì suo figlio come ostaggio alla Sublime porta, ricevendone però una risposta negativa da parte del sultano. Con suo padre in prigionia, venne autorizzato a prendere ufficialmente il trono per evitare tumulti interni e dare agli ottomani una risposta chiara sulle intenzioni del regno di Cartalia ed egli riprese da subito la guerra recuperando la città di Lorri nel 1601. Nel 1602, quando lo scià safavide di Persia Abbas I riprese la sua guerra personale contro gli ottomani, Giorgio si schierò coi persiani e fornì delle truppe ausiliare che presero parte alla conquista della città di Erevan nel 1603/1604. Come ricompensa, Abbas I garantì a Giorgio X dei possedimenti minori in Iran. In cambio, lo scià chiese un'area presso la valle del fiume Debed compresa la città di Lorri. Abbas I popolò questo territorio con la tribù turca dei Borchali.
Egli fu inoltre il primo re di Cartalia a tentare di stabilire dei contatti diplomatici con la potente regione della Moscovia a nord, dando in sposa sua figlia Elena allo zar Boris Godunov, ma l'instabilità politica di entrambi i regni fece fallire questo contratto matrimoniale.
Secondo le Cronache georgiane, Giorgio X morì improvvisamente a causa di una puntura sulla lingua dopo aver mangiato una torta al cui interno si trovava un'ape viva che appunto lo punse mentre si trovava a Mejvriskhevi nel 1606. Vi furono anche delle speculazioni secondo le quali il re venne avvelenato per ordine dello scià Abbas I. Venne sepolto a Mtskheta.

## Matrimonio e figli
Giorgio sposò il 15 settembre 1578, Mariam (Tamar) (m. c. 1614), figlia di Giorgio I Lipartiani, della dinastia dei Dadiani. La coppia ebbe i seguenti figli:
1. Luarsab II, re di Cartalia.
2. Davide, scomparso nel corso di una missione per recuperare Simone I dalla prigionia turca.
3. Elena, fidanzata con Feodor II di Russia, in seguito annullato.
4. Khorashan (m. 1658), seconda moglie di Teimuraz I di Cachezia.
5. Tinatin (Peri Lela; nota come Fatima Sultan Begum in Iran) venne data in sposa nel 1604 allo scià Abbas I, che divorziò da lei dopo l'esecuzione di suo fratello Luarsab II ed ella si risposò con Paykar Khān Igīrmī Dūrt, Khan di Barda e governatore di Cachezia (1620–1625).

## Albero genealogico
|                            |                        |                             | Genitori                 |  |  | Nonni |  |  | Bisnonni            |  |  | Trisnonni                |  |
|                            |                        |                             |                          |  |  |       |  |  | David X di Cartalia |  |  | Costantino II di Georgia |  |
|                            |                        |                             |                          |  |  |       |  |  | David X di Cartalia |  |  | Costantino II di Georgia |  |
|                            |                        | Tamar                       |                          |  |  |       |  |  | David X di Cartalia |  |  |                          |  |
| Luarsab I di Cartalia      |                        |                             |                          |  |  |       |  |  | David X di Cartalia |  |  |                          |  |
|                            |                        | Nestan-Darejan di Miraingul | Baratashvili             |  |  |       |  |  |                     |  |  |                          |  |
|                            |                        | Nestan-Darejan di Miraingul | Baratashvili             |  |  |       |  |  |                     |  |  |                          |  |
|                            |                        | Nestan-Darejan di Miraingul | …                        |  |  |       |  |  |                     |  |  |                          |  |
| Simone I di Cartalia       |                        | Nestan-Darejan di Miraingul |                          |  |  |       |  |  |                     |  |  |                          |  |
|                            |                        | Bagrat III di Imereti       | Alessandro II di Imereti |  |  |       |  |  |                     |  |  |                          |  |
|                            |                        | Bagrat III di Imereti       | Alessandro II di Imereti |  |  |       |  |  |                     |  |  |                          |  |
|                            |                        | Bagrat III di Imereti       | …                        |  |  |       |  |  |                     |  |  |                          |  |
| Tamar di Imereti           |                        | Bagrat III di Imereti       |                          |  |  |       |  |  |                     |  |  |                          |  |
|                            |                        | Elena                       | …                        |  |  |       |  |  |                     |  |  |                          |  |
|                            |                        | Elena                       | …                        |  |  |       |  |  |                     |  |  |                          |  |
|                            |                        | Elena                       | …                        |  |  |       |  |  |                     |  |  |                          |  |
| Giorgio X                  |                        | Elena                       |                          |  |  |       |  |  |                     |  |  |                          |  |
|                            | Giorgio II di Cachezia | Alessandro I di Cachezia    |                          |  |  |       |  |  |                     |  |  |                          |  |
|                            | Giorgio II di Cachezia | Alessandro I di Cachezia    |                          |  |  |       |  |  |                     |  |  |                          |  |
|                            | Giorgio II di Cachezia | Nestan-Darejan              |                          |  |  |       |  |  |                     |  |  |                          |  |
| Levan di Cachezia          | Giorgio II di Cachezia |                             |                          |  |  |       |  |  |                     |  |  |                          |  |
|                            |                        | Ana Cholokashvili           | Garsevan Cholokashvili   |  |  |       |  |  |                     |  |  |                          |  |
|                            |                        | Ana Cholokashvili           | Garsevan Cholokashvili   |  |  |       |  |  |                     |  |  |                          |  |
|                            |                        | Ana Cholokashvili           | …                        |  |  |       |  |  |                     |  |  |                          |  |
| Nestan-Darejan di Cachezia |                        | Ana Cholokashvili           |                          |  |  |       |  |  |                     |  |  |                          |  |
|                            |                        | Kamal Kara-Musel di Tarku   | …                        |  |  |       |  |  |                     |  |  |                          |  |
|                            |                        | Kamal Kara-Musel di Tarku   | …                        |  |  |       |  |  |                     |  |  |                          |  |
|                            |                        | Kamal Kara-Musel di Tarku   | …                        |  |  |       |  |  |                     |  |  |                          |  |
| di Tarku                   |                        | Kamal Kara-Musel di Tarku   |                          |  |  |       |  |  |                     |  |  |                          |  |
|                            |                        | …                           | …                        |  |  |       |  |  |                     |  |  |                          |  |
|                            |                        | …                           | …                        |  |  |       |  |  |                     |  |  |                          |  |
|                            |                        | …                           | …                        |  |  |       |  |  |                     |  |  |                          |  |
|                            |                        | …                           |                          |  |  |       |  |  |                     |  |  |                          |  |